# 蟹状星云脉冲星
蟹状星云脉冲星（PSR B0531+21）是一颗相当年轻的中子星。它是超新星SN 1054的遗迹——蟹状星云中心的天体。那颗超新星当时在地球上的许多国家都有观测记录。该脉冲星于1968年发现，成为首颗已确认与超新星遗迹有关的脉冲星。

剑桥大学使用幸运成像技术在800纳米波长下拍摄的蟹状星云脉冲星的慢放视频，显示出明显的亮度变化。

这颗光学脉冲星直径大约25千米，自转周期为33毫秒，即每秒自转30次。中子星上泄出的与光速可相比的风产生同步辐射，这使得星云不断发射出从无线电波到γ射线的电磁波。星云内部最活跃的特点是脉冲星的赤道风猛烈冲击稀疏的其他区域，形成激波阵面。这种激波的形状和位置瞬息万变，赤道风一阵阵地形成然后渐渐减弱并消失，这是因为它们进入了远离脉冲星的星云内部。由于脉冲风带走大量能量，脉冲星的自转周期每天减慢38纳秒。

## 辐射
蟹状星云常用作X射线天文学中衡量X射线强度的标准之一。它发射的X射线非常强，通量密度和电磁波谱是已知的常数。这颗脉冲星提供一个周期性的强信号，可用于调整X射线探测器的计时。X射线天文学中，crab（等于蟹状星云辐射强度）和millicrab（蟹状星云辐射强度的千分之一）有时用作通量密度的单位。一个millicrab相当于通量密度为大约2.4×10−11erg s−1 cm−2（2.4×10−14W m−2）。在2–10keV的X-ray波段，即类似于蟹状星云的X射线波谱，大致是质子能量的安幂函数，其中I(E)=9.5 E-1.1。极少数X射线源能超过蟹状星云的辐射强度。

## 历史
在可见光区识别出星云的中心天体标志着蟹状星云的现代历史的开端。此时研究的焦点是接近星云中心的两颗天体（文献中称作north following 和south preceding，分别是北后方和南前方的意思）。1942年9月，沃尔特·巴德排除了北后方天体的可能性，但发现了南前方天体可能存在的证据。鲁道夫·闵可夫斯基在天文物理期刊的相同一期中提供了更多的光谱参数，以说明“存在证据但无法证明南前方的天体就是星云的中心天体” 。
1968年后期，大卫·H·施特林（David H. Staelin）和第三代爱德华·C·赖芬斯坦（Edward C. Reifenstein III）报告使用300英尺的绿岸射电望远镜发现两个靠近蟹状星云并可能相符的脉冲无线电波源。它们的编号是NP 0527和NP 0532。蟹状星云脉冲星NP 0532的位置和周期由理查德·洛夫莱斯与它的同事于1968年11月10日在阿雷西博射电天文台确定。
后来由威廉·D·布伦戴奇（William D. Brundage）等人进行的研究发现射电源NP 0532位于蟹状星云内部。1968年后期，L·I·马特维恩科也在苏联天文学期刊上报道与蟹状星云相符的射电源。
光学脉冲信号则是由纳特、沃纳尔和麦克法兰于1969年2月报道的。
1967年发现首颗脉冲星PSR B1919+21的约瑟琳·贝尔·伯奈尔使用芝加哥大学的望远镜在20世纪50年代后期观测过蟹状星云的射电源，并记录下它是闪烁的。她将此告诉天文学家埃利奥特·摩尔，后者却不认为此现象是天文闪烁。尽管她主张她是合格的飞行员，并了解这不是一般的闪烁，还是无济于事。约瑟琳·贝尔·伯奈发现蟹状星云的30Hz频率光学脉冲星是大部分人很难看见的。

## 类行星伴星
1970年，天文学家柯蒂斯·米歇尔（Curtis Michel）提出存在一颗类行星伴星，使得脉冲星的周期发生确定的变化。这个假想的天体大约为0.00001倍太阳质量（3.3倍地球质量），它可能位于距离脉冲星0.3天文单位的地方。
| b (未确认) | ≥3.28 M⊕ | 0.3 | ? | ? |